# Parochodaeus biarmatus
Parochodaeus biarmatus är en skalbaggsart som beskrevs av Leconte 1868. Parochodaeus biarmatus ingår i släktet Parochodaeus och familjen Ochodaeidae. Inga underarter finns listade i Catalogue of Life.